# Villogorgia flagellata
Villogorgia flagellata is een zachte koraalsoort uit de familie Plexauridae. De koraalsoort komt uit het geslacht Villogorgia. Villogorgia flagellata werd in 1897 voor het eerst wetenschappelijk beschreven door Whitelegge. 